# Fear Island
Fear Island es una película de suspenso y misterio canadiense de 2009 dirigida por Michael Storey y protagonizada por Aaron Ashmore, Haylie Duff, Lucy Hale y Kyle Schmid. La película sigue a cinco amigos estudiantes de fiesta en una isla remota, cuando encuentran un cadáver y se encuentran con un asesino que los quiere a todos muertos.
Fear Island fue lanzado directo a video el 8 de septiembre de 2009 en Canadá y el 28 de junio de 2010 en los Estados Unidos.

## Argumento
Jenna, la única superviviente de una excursión, es llevada a una sala de interrogatorios donde afirma que no puede recordar lo que pasó. El detective cree que es la asesina de seis personas. La historia de lo que sucedió en la isla se cuenta a través de los flashbacks de la memoria de Jenna.
Después de tres años juntos en la universidad, un grupo de amigos, Kyle, Tyler, Ashley, Jenna y Mark se encuentran para una escapada de fin de semana en la cabaña familiar de los hermanos Kyle y Tyler en una isla apartada, para una última fiesta antes de ir por caminos separados.
Minutos después de llegar a la isla, una polizón, Megan, se revela. Poco después, el grupo se va a beber y jugar. Ashley y Kyle están en el jacuzzi, mientras que Tyler y Megan están adentro tomando tequila. Jenna, molesta porque Mark fue al viaje en el último minuto, va sola al muelle, donde Mark la encuentra para intentar establecer una tregua. Mientras tanto, alguien observa a Tyler dándole a Megan tragos y luego tequila en un tazón al perrito de Ashley. Luego Tyler deja que el perro borracho salga solo y avanza con Megan, que está dispuesta, pero dice que no lo ha hecho antes ya que solo tiene 15 años. Tyler cambia de opinión, se disculpa y dice que se equivocó al intentar seducirla. Al salir se encuentra con Ashley y Kyle, aterrados luego de haber descubierto sangre en la cubetera.
Al día siguiente, Ashley está buscando a su perro cuando encuentra el cuerpo de Keith con la palabra "Evil" escrita en su remera. Kyle revela que Keith no es realmente el cuidador, sino el medio hermano de Tyler y Kyle, y descubren el barco no está, la única forma de salir de la isla. Los chicos van a quitar el cuerpo de Keith, pero ha desaparecido. Mientras se separan, Ashley cree que escucha a su perro en el jacuzzi y entra a buscarlo. El asesino la encierra en la bañera con agua hirviendo y muere. Cuando los demás se encuentran de nuevo, hallan el cuerpo en el jacuzzi cerrado. Deciden poner el cuerpo de Ashley en el congelador y encuentran walkie talkies que aún funcionan. Cuando regresan a la casa, encuentran un juguete de cuerda en la terraza y la palabra "Inocente" escrita en la puerta. Luego escuchan algo en el bosque. Kyle va solo a comprobarlo y se mete en una trampa para osos, los demás lo liberan de la trampa y lo llevan adentro. Megan ofrece quedarse con Kyle.
Esa noche, Kyle desaparece de su habitación y el grupo es atacado con una pistola de clavos. Al amanecer, el grupo escucha la voz de Kyle por el walkie talkie, pero no saben dónde se encuentra. En el muelle, intentan resolver un acertijo con las palabras que el asesino les fue dejando, resolviendo el nombre "Regina". Tyler cuenta que hace un tiempo, junto a su hermano, había conocido a una chica llamada Regina. Juntos la emborracharon y la llevaron a la cama mientras la filmaban. La chica terminó desapareciendo por vergüenza. Megan dice que ella no es parte de eso. El grupo deduce que la palabra "Inocente" se refería a Megan y por eso la dejan volver a la casa con un walkie talkie. Cuando llegan a la casa de Keith, encuentran un montículo de tierra, en ese momento, Tyler confiesa que Regina murió al tropezar y golpearse la cabeza el día en que mantuvieron relaciones, por lo que él y Kyle la enterraron en el otro extremo de la isla. Cuando van a desenterrar el cadáver de Regina, encuentran a Kyle enterrado en su lugar.Pronto, Megan llama a los demás avisando que el asesino la persigue y que es Keith. Tyler corre hacia la casa, tratando de encontrar al asesino, pero una serpiente escondida en un mueble de cocina lo muerde. Jenna y Mark intentan ayudarlo, pero el veneno hace efecto rápidamente y muere. Sintiéndose impotente, Jenna confiesa que recuerda haber visto a Tyler con Regina y a Kyle uniéndose a los dos en la cama, dice que podría haberlos detenido mientras Regina estaba borracha, pero no lo hizo.
Mark y Jenna buscan en la casa a Megan y encuentran el cuerpo envuelto de Regina. De repente se encuentran con Keith en la casa, quien toma a Jenna como rehén, y revela ser el asesino. Keith dice que sabía lo que Kyle y Tyler le habían hecho a Regina y que los vio enterrala. Mark y Keith pelean. Caen juntos desde el balcón pero Mark se rompe el cuello.
Keith persigue a Jenna por el bosque hasta que la atrapa con una trampa. Está a punto de matarla cuando llega Megan, lo golpea con una pala y lo mata, salvando a Jenna. Las dos chicas corren hacia el barco (que ahora está en el muelle). Megan se pregunta cómo reaccionarán los padres o hermanos de sus amigos. Jenna le pregunta a Megan si tiene hermanos, ella responde en voz baja que tenía una hermana y Jenna se da cuenta de que Megan es la hermana de Regina. Megan saca el cuchillo que usó para cortar a Jenna de la trampa.
La escena se remonta al hospital donde Jenna ha estado contando su historia al detective y a la médica, y declara que mató a Megan en defensa propia. El detective se disculpa por acusarla de asesinato y Jenna se va a su habitación con la médica. Ella comienza a preguntarle a Jenna sobre las incongruencias de su historia mientras bebe un vaso de refresco que Jenna le dio para celebrar el regreso de su memoria, pero el refresco está drogado con las pastillas para dormir que Jenna estaba escondiendo durante su día en el hospital.
Mientras tanto, los padres de Jenna entran a la sala de entrevistas y ven la foto de Megan en la pizarra. Preguntan por qué se muestra la foto de su hija allí. El detective está confundido y los padres identifican que la supuesta Megan era en realidad su hija, Jenna. El detective se da cuenta de que Jenna mintió y que es en realidad Megan, la hermana de Regina. Durante el recuento de la historia, Megan había cambiado su nombre por el de Jenna en los flashbacks, que representaban la historia tal como la había estado contando, revelando que Megan es la asesina. Cuando intentó salir de la isla y fue arrestada por la policía sin cuestionar. El detective corre a la habitación del hospital de Megan para encontrar a la médica en la cama, viva pero inconsciente. Mientras tanto, Megan vestida como la doctora con gafas de sol escapa del hospital en el coche de la médica. Se la ve por última vez dejando el auto al costado de una carretera, deteniendo el auto de un extraño y presentándose.

## Reparto
- Aaron Ashmore como Mark
- Haylie Duff como Megan Anderson (Jenna)
- Lucy Hale como Jenna Campbell (Megan)
- Kyle Schmid como Tyler Campbell
- Anne Marie DeLuise como Dra. Chalice
- Martin Cummins como Detective Armory
- Jacob Blair como Kyle Campbell
- Jessica Harmon como Ashley
- Jim Thorburn como Keith
- Brenna O'Brien como Regina Anderson
- Keith Martin Gordey como Señor Campbell
- Patricia Harras como Señora Campbell

- Datos: Q2090909